# Rębowola
Rębowola – wieś sołecka w Polsce położona w województwie mazowieckim, w powiecie grójeckim, w gminie Belsk Duży. 
| SIMC    | Nazwa              | Rodzaj    |
| ------- | ------------------ | --------- |
| 0614251 | Borki              | część wsi |
| 0614268 | Wólka Pogroszewska | część wsi |

Sołtysem jest Iwona Snopek.
W latach 1975–1998 miejscowość administracyjnie należała do województwa radomskiego.
Znajduje się tutaj dwór i pozostałości po parku krajobrazowym z końca XIX wieku.
Przez wieś przebiega droga wojewódzka nr 725.